# Stevnsgade Basketball
Stevnsgade Basketball är basketklubben Stevnsgade:s representationslag på herrsidan. Laget är baserat i Köpenhamn, Danmark, och spelar i Basketligaen. Klubben blev danska herrmästare 1979, 1980 och 1995.

### Fotnoter
1. ↑  ”DM-vindere gennem tiderne” (på danska). Danmarks basketballforbund. Arkiverad från originalet den 25 september 2015. https://web.archive.org/web/20150925055610/http://www.basket.dk/Vindere-af-DM-for-herrer. Läst 1 december 2015.